# Автошлях Т 1311
Автошля́х Т 1311 — автомобільний шлях територіального значення в Луганській області. Проходить територією Довжанського району через Довжанськ — Вознесенівку — Вознесенівку (пункт контролю). Загальна довжина — 10,8 км.

## Маршрут
Автошлях проходить через такі населені пункти:
| Автошлях Т 1311               |        |
| Луганська область             |        |
| Довжанський район             |        |
| Довжанськ                     | Т 1305 |
| Олександрівка                 |        |
| Вознесенівка                  |        |
| Вознесенівка (пункт контролю) |        |